# Oldendorf (Stadei járás)
Oldendorf település Németországban, azon belül Alsó-Szászország tartományban. Lakosainak száma 3145 fő (2023. december 31.).

## Népesség
A település népességének változása:
| Lakosok száma | 2834 | 2983 | 3016 | 3016 | 3061 | 3143 | 3145 |
|               | 2014 | 2016 | 2017 | 2019 | 2021 | 2022 | 2023 |